# FFH-Gebiet Pobüller Bauernwald
Das FFH-Gebiet Pobüller Bauernwald ist ein NATURA 2000-Schutzgebiet in Schleswig-Holstein in der Gemeinde Jörl des Kreises Schleswig-Flensburg und der Gemeinde Sollwitt des Kreises Nordfriesland im Naturraum Schleswig-Holsteinische Geest. Es hat eine Fläche von 152 ha. Die größte Ausdehnung liegt in Nordwestrichtung und beträgt 2,26 km. Die höchste Erhebung mit 32 m über NN liegt an der FFH-Gebietsgrenze am Osterwaldweg, die gleichzeitig die Grenze der beiden Gemeinden Jörl und Sollwitt ist. Der tiefste Teil liegt mit 15 m über NN an der Südostgrenze. Das Gelände fällt vom höchsten Punkt gen Süden und Osten zur nördlichen und südlichen Jörlau hin ab, die das Gebiet von zwei Seiten umfließt und sich im Südosten knapp 300 m vom FFH-Gebiet entfernt wieder vereinigt.

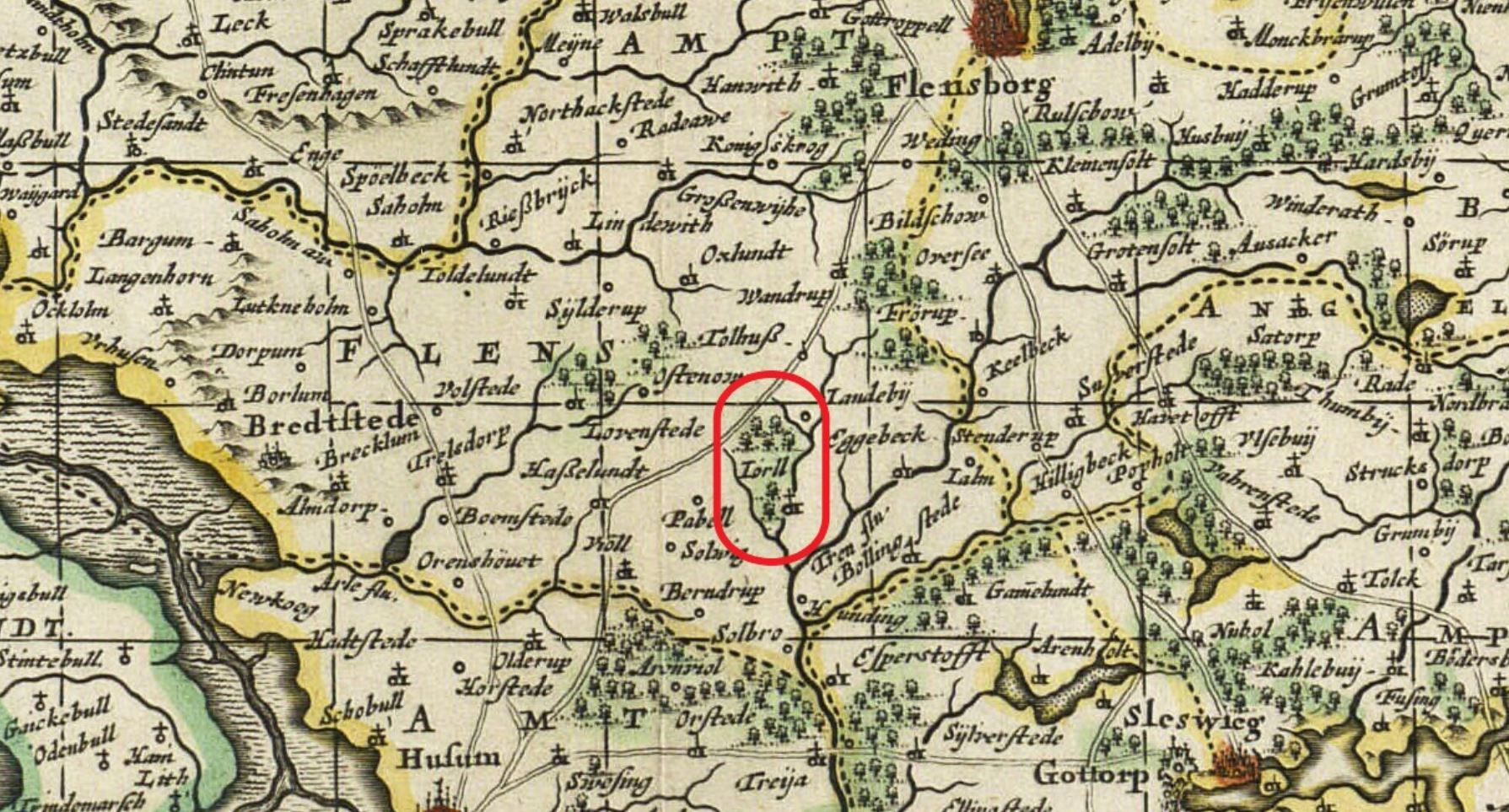
Bild 1: Pobüller Bauernwald um 1680

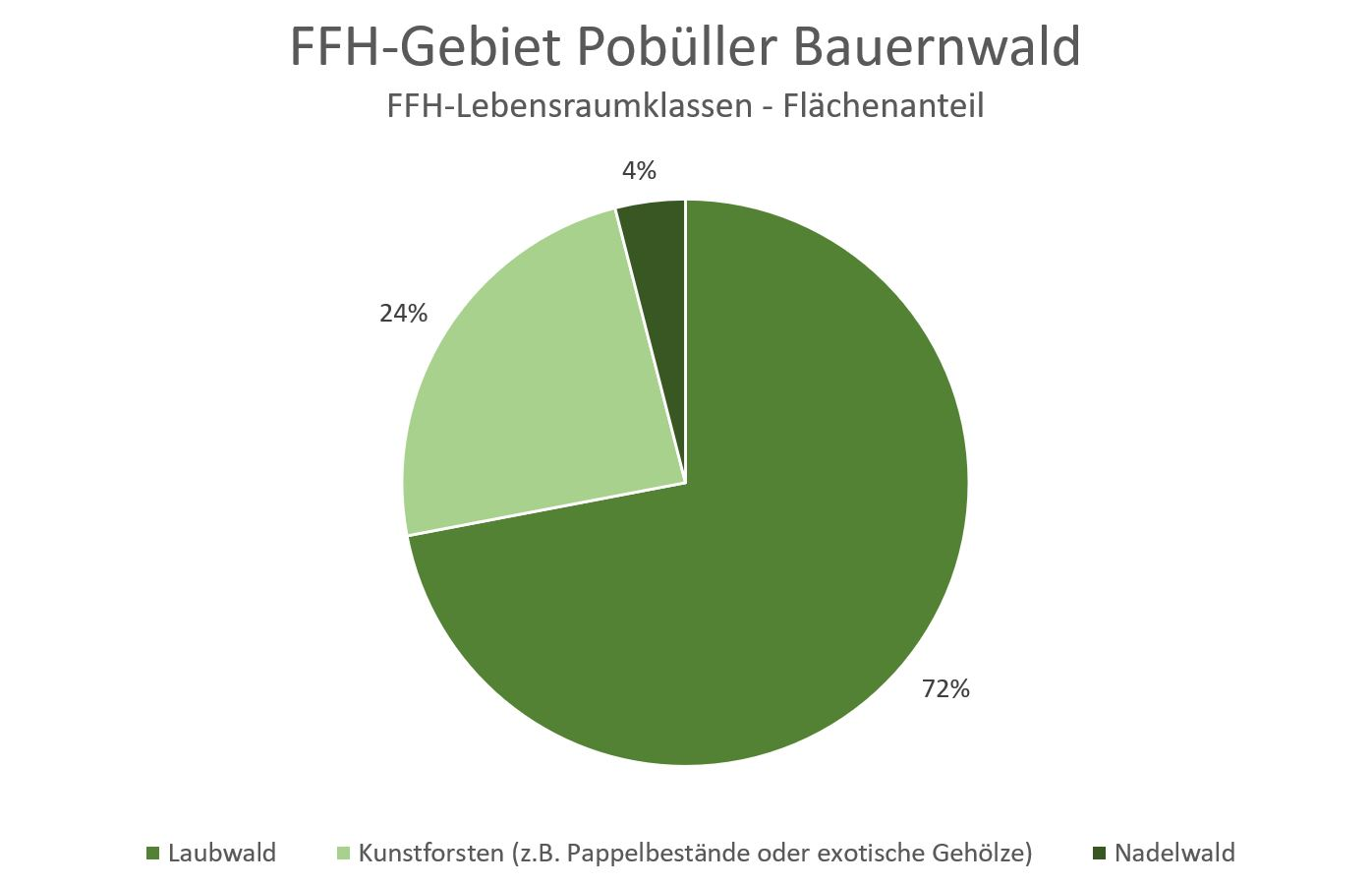
Diagramm 1: FFH-Lebensraumklassen

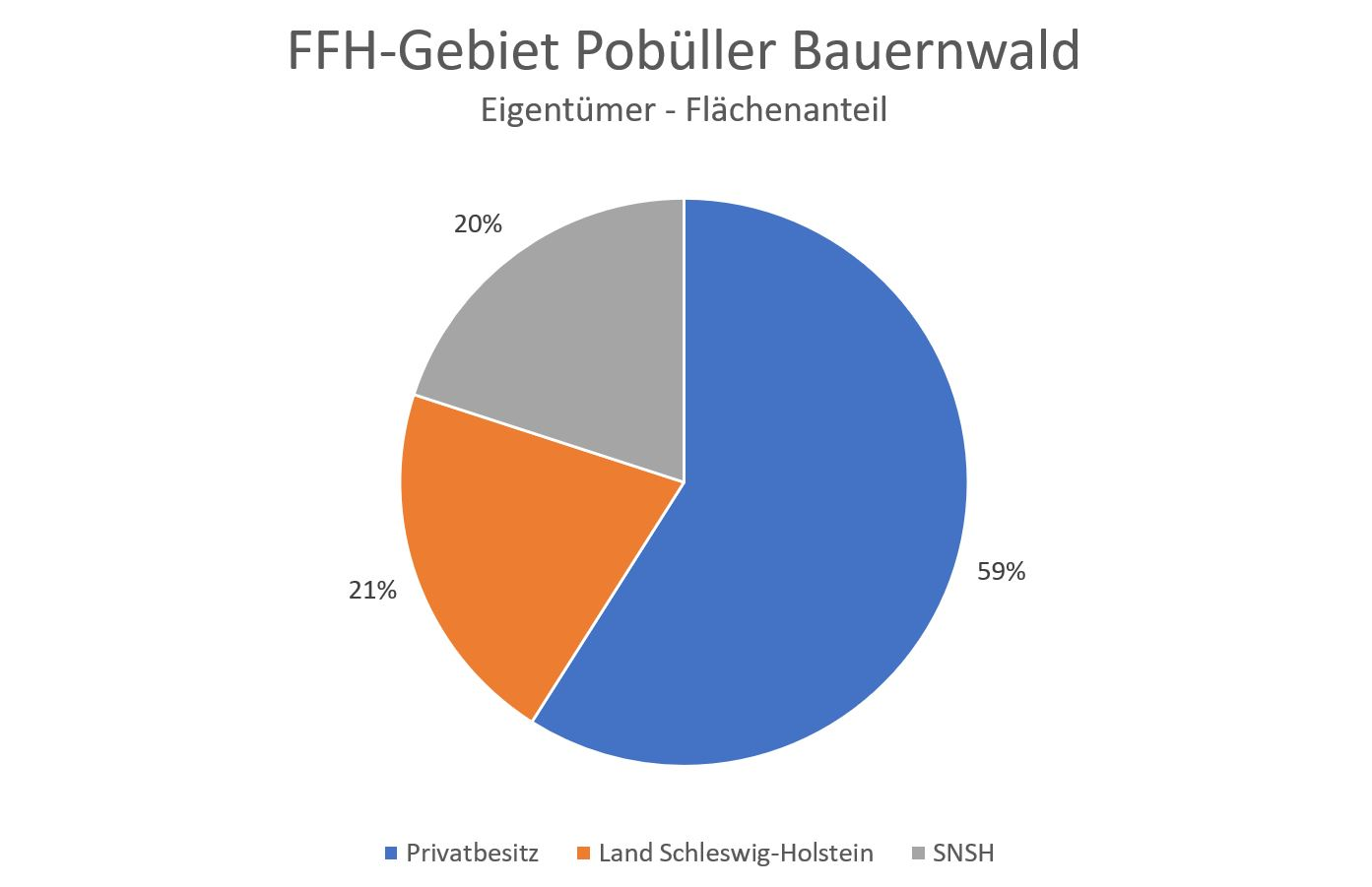
Diagramm 2: Eigentümer

Bei dem FFH-Gebiet handelt es sich um einen historischen Waldstandort, der sich hufeisenförmig um einen Geestrücken im Ortsteil Rupel bei Pobüll schmiegt. Das Waldgebiet ist bereits auf einem Kupferstich des Herzogtums Schleswig von Janssonius van Waesbergen und Moses Pitt aus dem Jahre 1680 verzeichnet, siehe Bild 1.
Fast drei Viertel des FFH-Gebietes wird von der Lebensraumklasse Laubwald bedeckt, knapp ein Viertel sind Kunstforsten und der Rest ist Nadelwald, siehe auch Diagramm 1. Der Wald ist zum überwiegenden Teil in Privatbesitz, zu einem guten Fünftel im Landesbesitz und zu einem weiteren Fünftel im Besitz der Stiftung Naturschutz des Landes Schleswig-Holstein (SNSH), siehe Diagramm 2.

## FFH-Gebietsgeschichte und Naturschutzumgebung
Der NATURA 2000-Standard-Datenbogen (SDB) für dieses FFH-Gebiet wurde im November 1999 vom Landesamt für Landwirtschaft, Umwelt und ländliche Räume (LLUR) des Landes Schleswig-Holstein erstellt, im August 2000 als Gebiet von gemeinschaftlicher Bedeutung (GGB) vorgeschlagen, im Dezember 2004 von der EU als GGB bestätigt und im Januar 2010 national nach § 32 Absatz 2 bis 4 BNatSchG in Verbindung mit § 23 LNatSchG als besonderes Erhaltungsgebiet (BEG) bestätigt. Der SDB wurde zuletzt im Mai 2017 aktualisiert. Der vom LLUR veröffentlichte Managementplan für das FFH-Gebiet ist undatiert. Seine Form entspricht nicht dem in Schleswig-Holstein sonst üblichem Standard.
Innerhalb des FFH-Gebietes liegt das am 1. März 1939 gegründete 4,43 ha große „Naturschutzgebiet Pobüller Bauernholz“. Eine Gebietsbetreuung gem. § 20 LNatSchG wurde lediglich für das NSG Pobüller Bauernolz ausgesprochen, nicht jedoch für das FFH-Gebiet. Neben den FFH-Lebensraumflächen gibt es im FFH-Gebiet auch zwei gesetzlich geschützte Biotope. Am Ostrand südlich der Straße Rupel befindet sich eine 1523 m² große Biotopfläche aus Schilfröhricht, am südlichen Waldrand ein 366 m² großer Teich.
Das Gebiet ist von mehreren Forstwegen durchzogen, die auch von Mountainbikern genutzt werden. Einige enden an den Waldrändern als Zufahrten zu den landwirtschaftlich genutzten Flächen.
Im Januar 2019 hat sich der Verein Runder Tisch Naturschutz Nordfriesland e.V. als Zusammenschluss aller am Naturschutz im Kreis Nordfriesland beteiligten Interessenvertreter gegründet. Dieser hat sich auch zum Ziel gesetzt, die Belange des FFH-Gebietes Pobüller Bauernholz zu thematisieren.

## FFH-Erhaltungsgegenstand

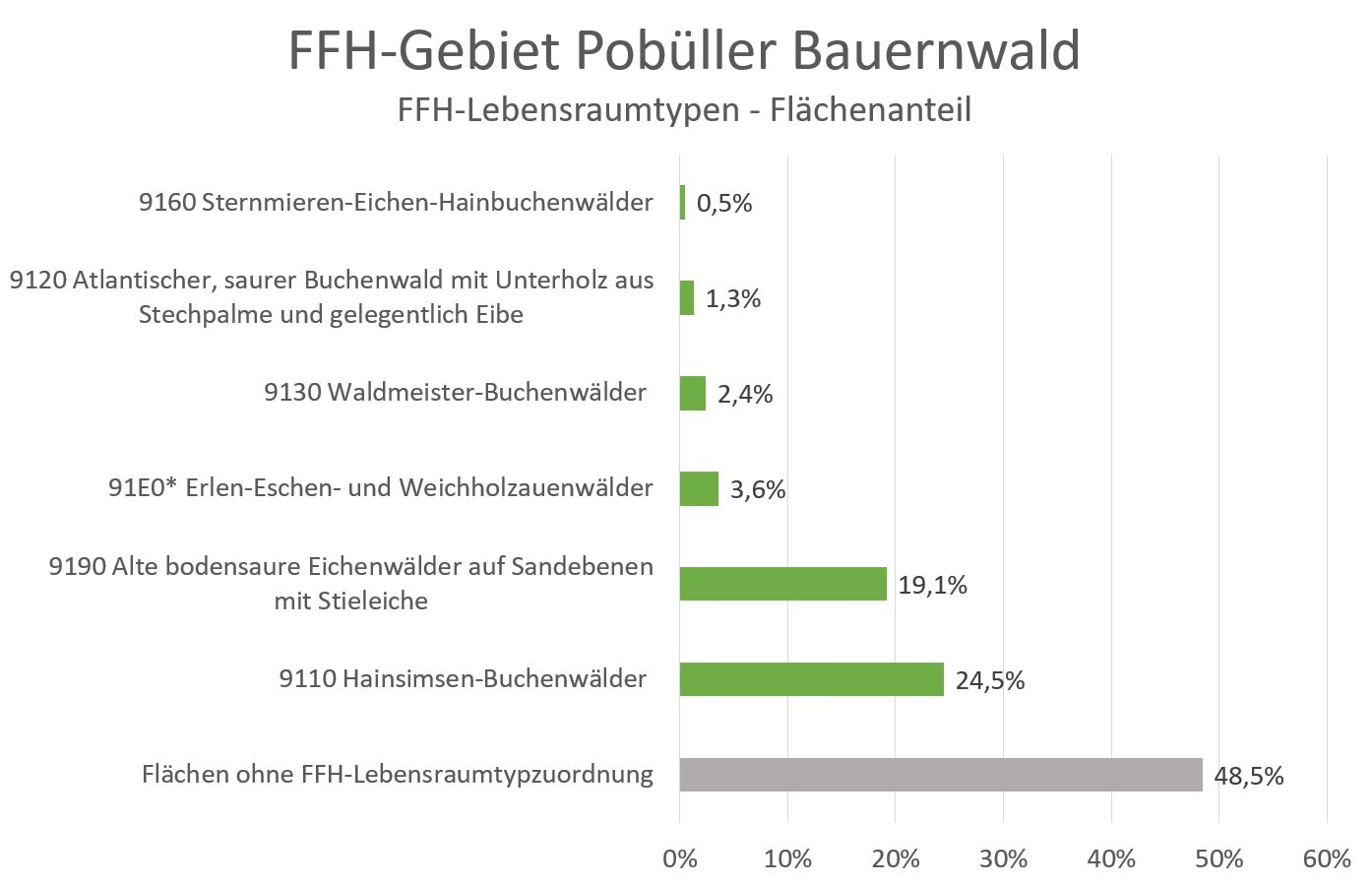
Diagramm 3: FFH-Lebensraumtypen

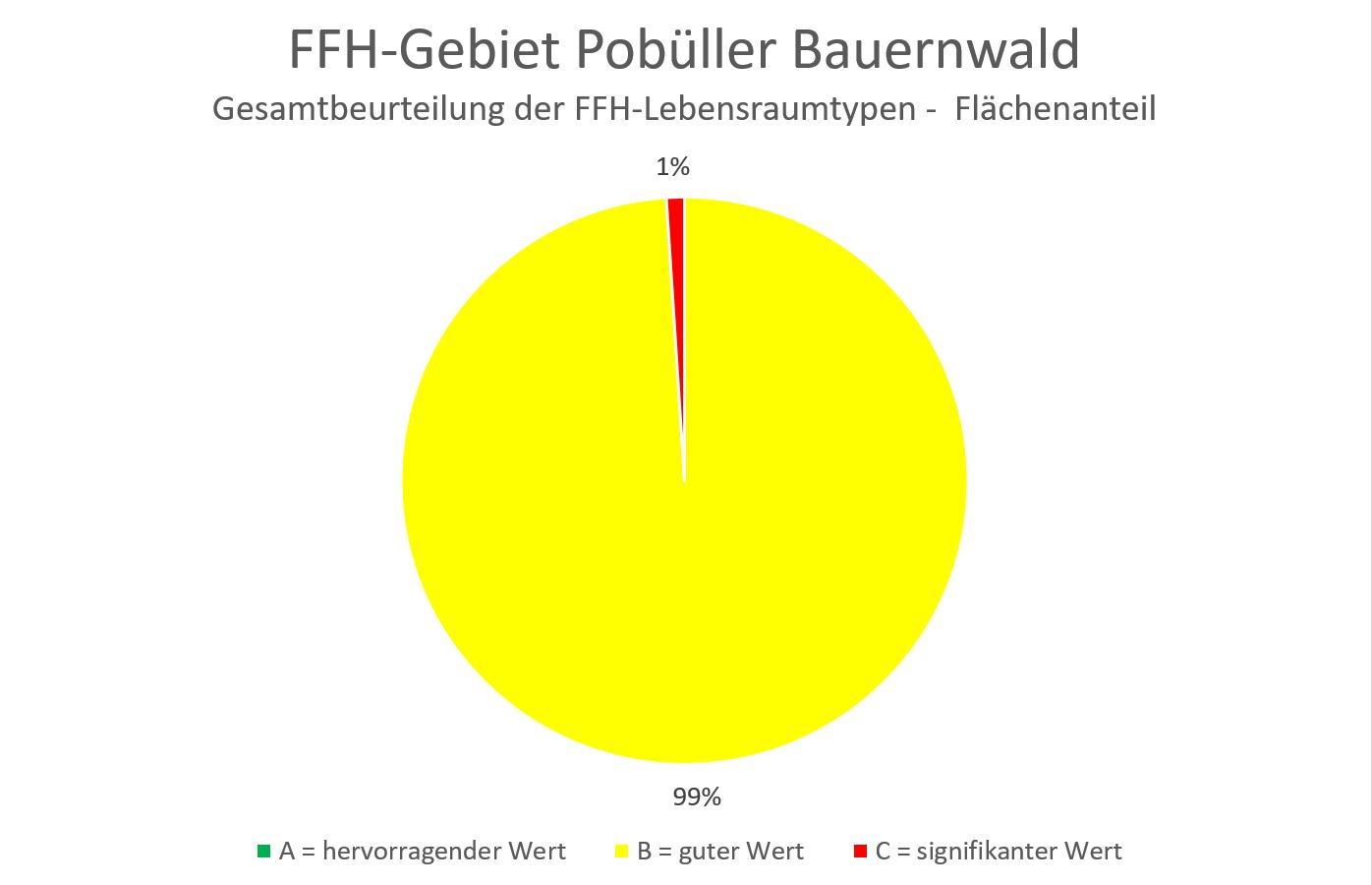
Diagramm 4: Gesamtbeurteilung der FFH-Lebensraumtypen

Laut Standard-Datenbogen vom März 2012 sind folgende FFH-Lebensraumtypen und Arten für das Gesamtgebiet als FFH-Erhaltungsgegenstände mit den entsprechenden Beurteilungen zum Erhaltungszustand der Umweltbehörde der Europäischen Union gemeldet worden (Gebräuchliche Kurzbezeichnung (BfN)):
FFH-Lebensraumtypen nach Anhang I der EU-Richtlinie:
- 9110 Hainsimsen-Buchenwälder (Gesamtbeurteilung B)[17]
- 9120 Atlantischer, saurer Buchenwald mit Unterholz aus Stechpalme und gelegentlich Eibe (Gesamtbeurteilung B)
- 9130 Waldmeister-Buchenwälder (Gesamtbeurteilung B)[18]
- 9160 Sternmieren-Eichen-Hainbuchenwälder (Gesamtbeurteilung C)[19]
- 9190 Alte bodensaure Eichenwälder auf Sandebenen mit Stieleiche (Gesamtbeurteilung B)[20]
- 91E0* Erlen-Eschen- und Weichholzauenwälder (Gesamtbeurteilung B)[21]

Knapp die Hälfte des FFH-Gebietes ist keinem FFH-Lebensraumtyp zugeordnet. Die beiden häufigsten FFH-Lebensraumtypen im FFH-Gebiet sind die Hainsimsen-Buchenwälder mit knapp einem Viertel der Fläche, gefolgt von den alten bodensauren Eichenwäldern auf Sandebenen mit Stieleiche mit knapp einem Fünftel. Die anderen LRT liegen im unteren einstelligen Prozentbereich, siehe Diagramm 3. Fast die gesamte mit LRT ausgewiesene FFH-Fläche wird mit einer guten Gesamtbewertung benotet. Nur die Sternmieren-Eichen-Hainbuchenwälder, die ein Prozent der LRT-Flächen belegen, erhalten keine gute Bewertung, siehe Diagramm 4.

## FFH-Erhaltungsziele

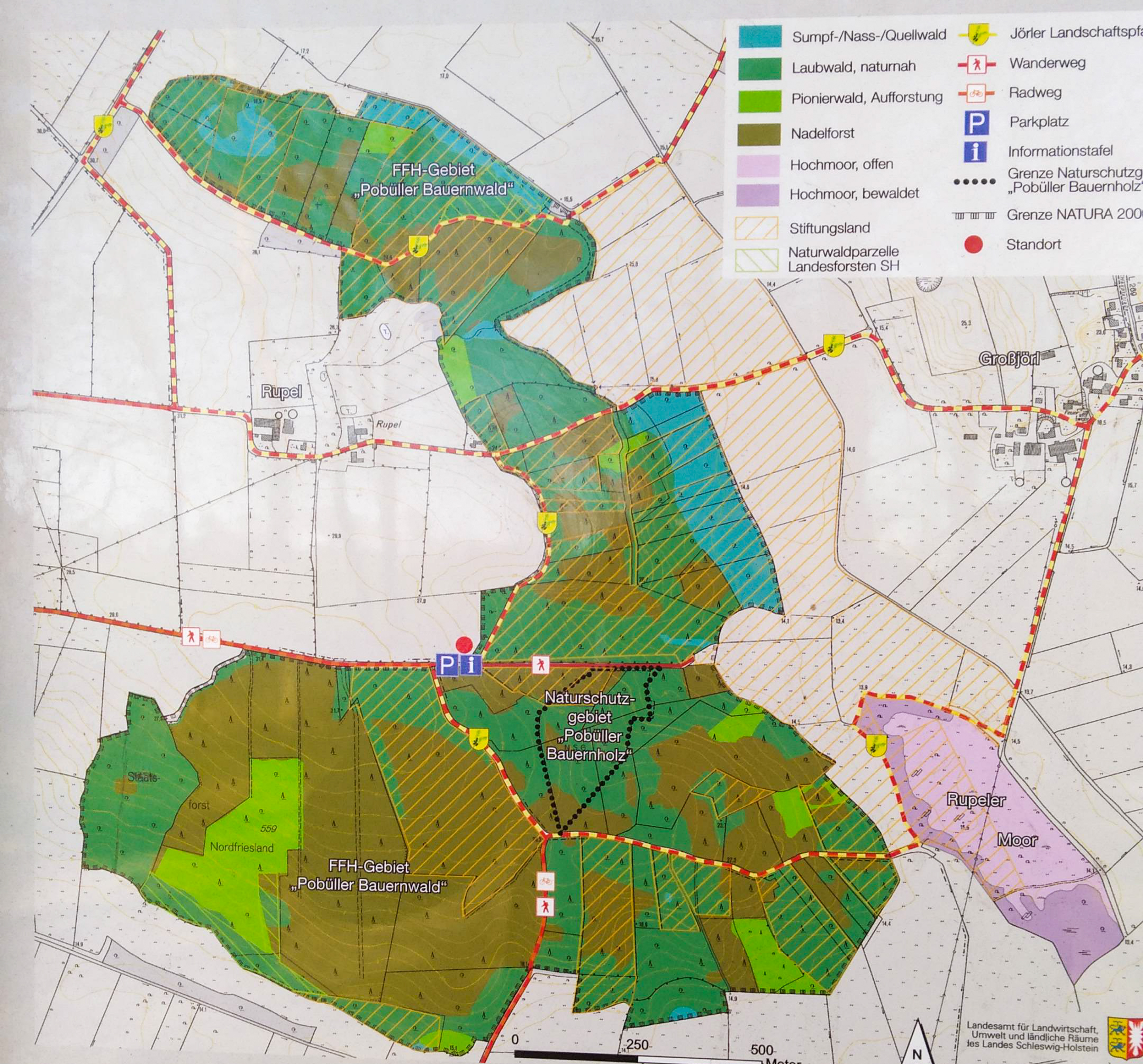
Bild 2: BIS-Karte des LLUR

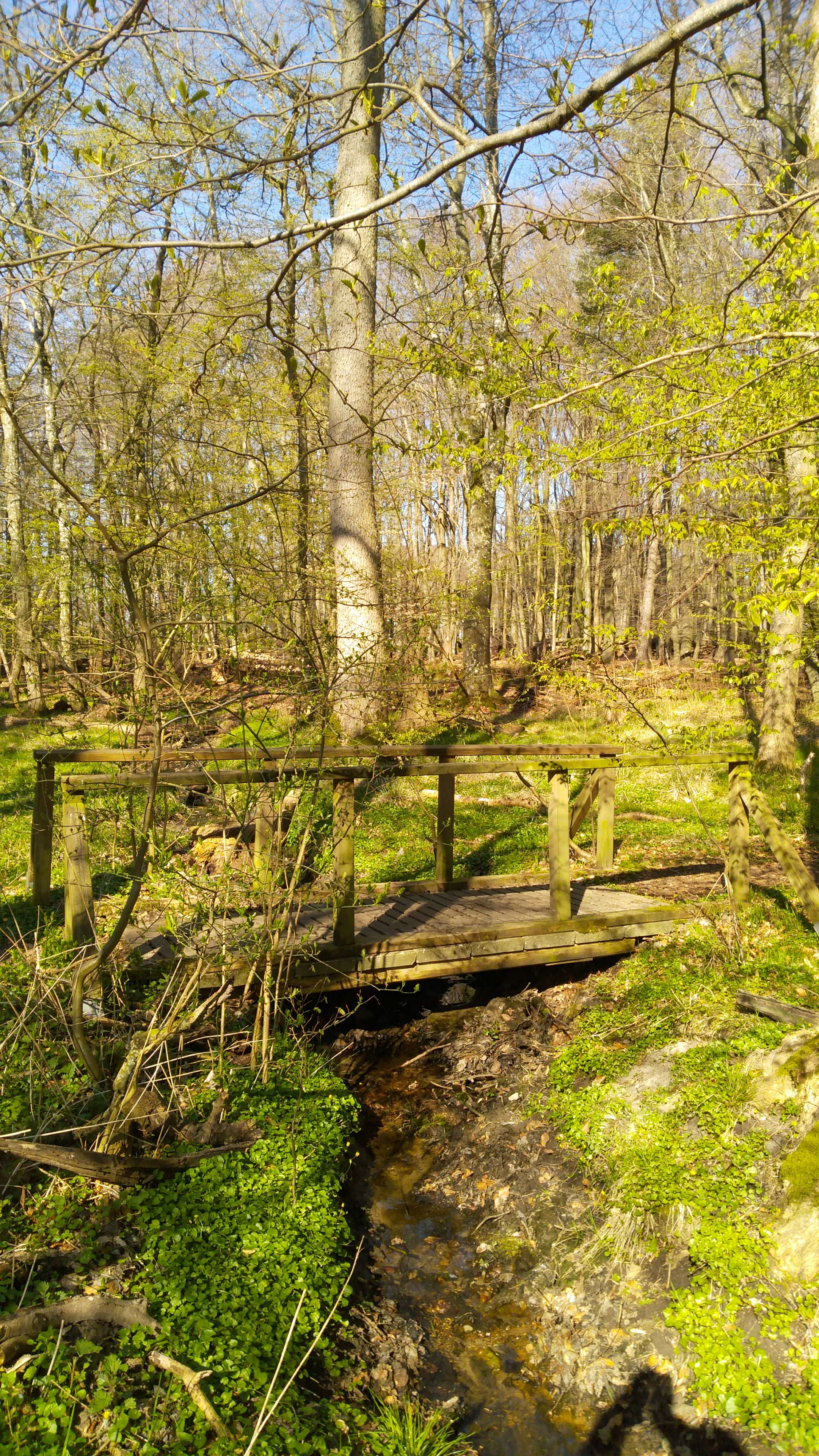
Bild 3: Bachlauf zur Jörlau

Aus den oben aufgeführten FFH-Erhaltungsgegenständen werden als FFH-Erhaltungsziele von besonderer Bedeutung die Erhaltung folgender Lebensraumtypen und Arten im FFH-Gebiet vom Ministerium für Energiewende, Landwirtschaft, Umwelt und ländliche Räume des Landes Schleswig-Holstein erklärt:
- Es wurden alle FFH-Erhaltungsgegenstände zu FFH-Erhaltungszielen erklärt.

## FFH-Analyse und Bewertung
Das Kapitel FFH-Analyse und Bewertung im Managementplan in der für Schleswig-Holstein üblichen Ausführung beschäftigt sich unter anderem mit den aktuellen Gegebenheiten des FFH-Gebietes und den Hindernissen bei der Erhaltung und Weiterentwicklung der FFH-Lebensraumtypen. Der aktuelle Managementplan enthält kein entsprechendes Kapitel.

## FFH-Maßnahmenkatalog
Ein FFH-Maßnahmenkatalog in der sonst für FFH-Managementpläne in Schleswig-Holstein üblichen Form liegt im Managementplan für diese FFH-Gebiet nicht vor. Es wird auf die Möglichkeit der freiwilligen Vereinbarung zwischen dem Land und den Waldbesitzern hingewiesen, um dem für FFH-Gebiete geltendem Verschlechterungsverbot genüge zu tun. Hiermit verpflichten sich die Besitzer, eine naturgemäße Forstwirtschaft zu betreiben. Im Gegenzug werden vom Land Fördermittel bereitgestellt. Für die Flächen der Schleswig-Holsteinischen Landesforsten sind entsprechende Regeln in den Handlungsgrundsätzen festgelegt. Die Stiftung Naturschutz Schleswig-Holstein hat für ihre FFH-Flächen solche Regeln in ihren Statuten enthalten.

## FFH-Erfolgskontrolle und Monitoring der Maßnahmen
Eine FFH-Erfolgskontrolle und Monitoring der Maßnahmen findet in Schleswig-Holstein alle 6 Jahre statt. Die Ergebnisse des letzten Folgemonitorings wurden am 10. Februar 2012 in einem Textbeitrag und einer Kartensammlung veröffentlicht.